# Hobby tunneling

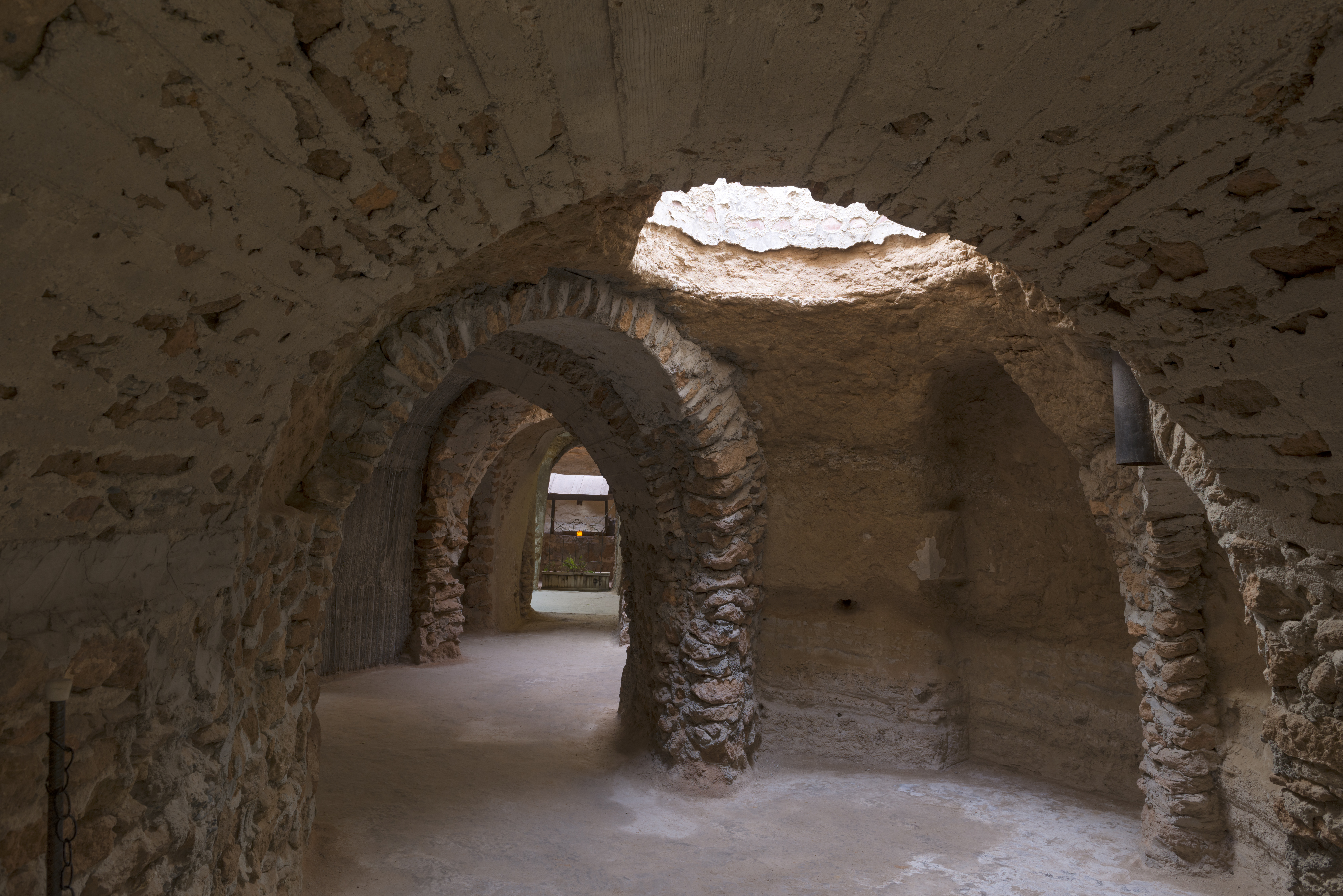
Gallerie nel complesso scavato da Baldassarre Forestiere

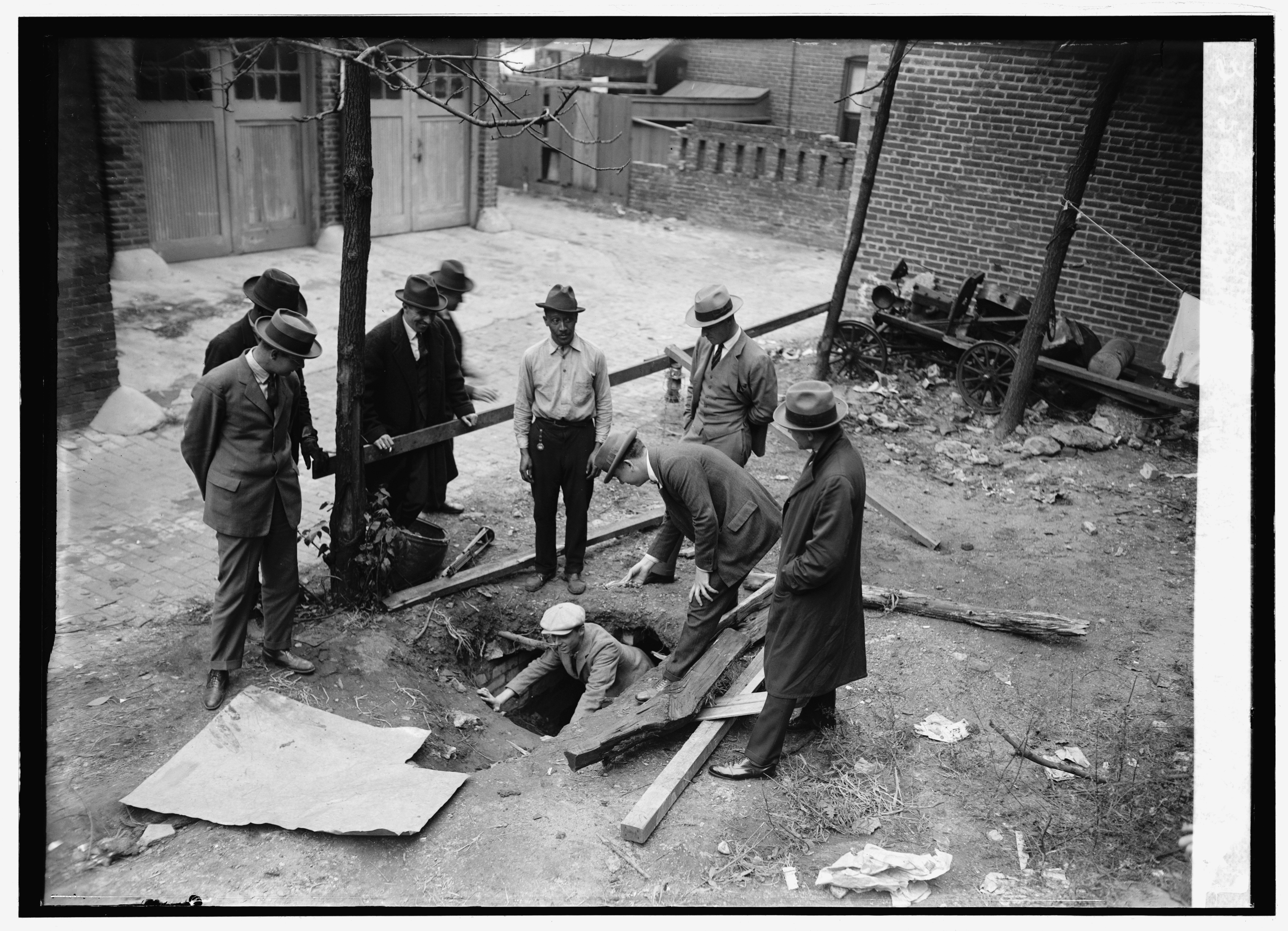
La scoperta accidentale di uno dei tunnel di Harrison Dyar nel 1924

Il tunneling per hobby è la costruzione di tunnel come passatempo. Di solito, i tunneler per hobby scavano i loro tunnel a mano, con pochi mezzi e possono impiegare anni o decenni per raggiungere un qualsiasi stadio di completamento. In alcuni casi i tunnel sono stati scavati in segreto e scoperti solo per caso.

## Motivazioni

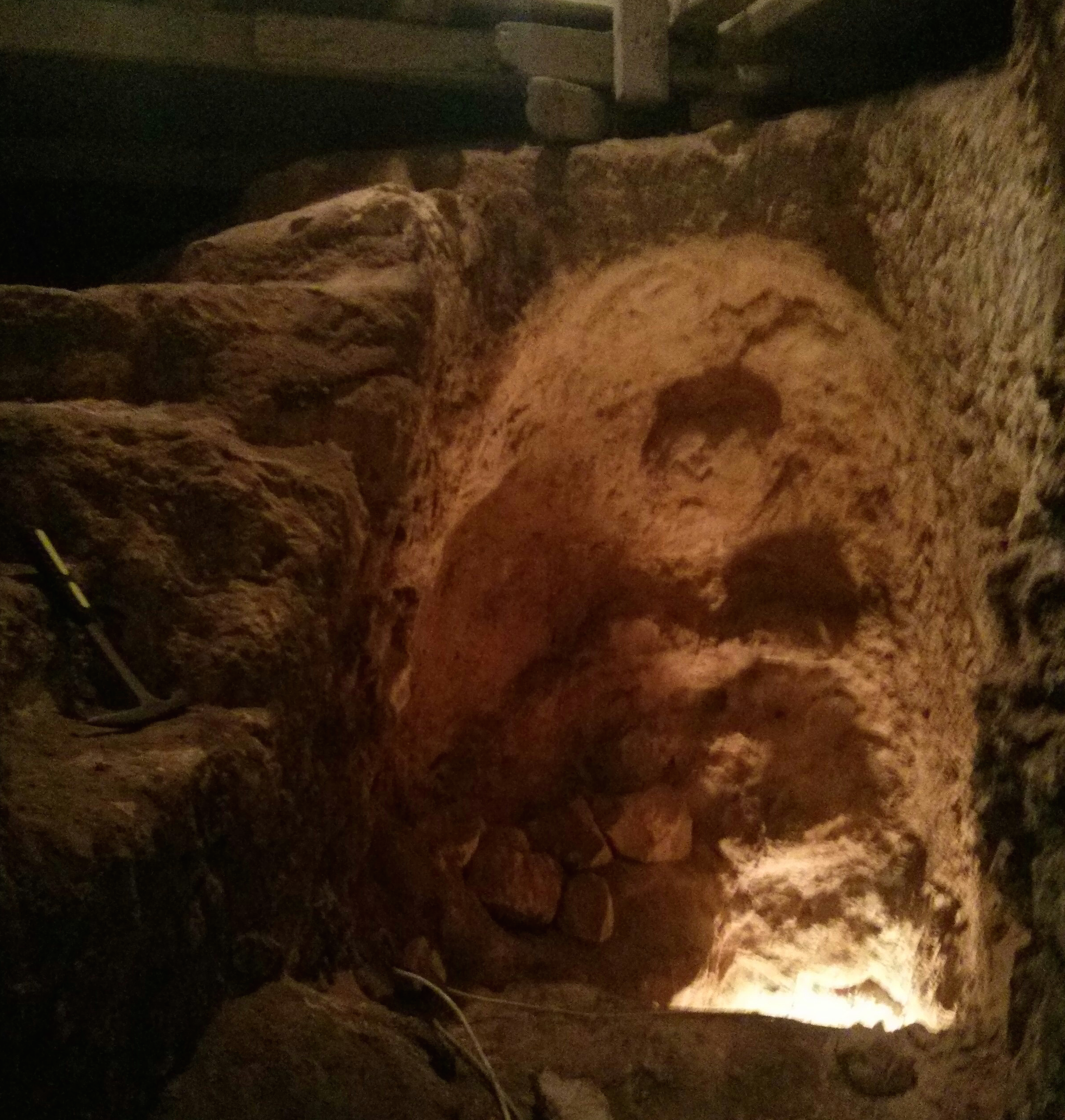
Inizio di un tunnel di fuga scavato a mano nel quartiere ebraico di Gerusalemme, che si pensa risalga alla prima guerra ebraico-romana nel 66–73 d.C.

Un tunnel, o galleria, è un passaggio sotterraneo, scavato nel terreno o nella roccia circostante a scopo di trasporto, passaggio o comunicazione. La costruzione di gallerie è una sottodisciplina dell'ingegneria civile e di solito è il dominio di ingegneri e imprese di costruzione. Quando i civili scavano gallerie, può essere per scopi criminali, come il contrabbando o l'occultamento di merci illegali, o l'accesso non autorizzato a un'area. Le persone possono anche costruire tunnel di fuga, come quelli sotto il muro di Berlino.
Scavare un tunnel può essere parte della costruzione di abitazioni sotterranee . La costruzione sotterranea può essere eseguita come forma d'arte, come nell'opera di Ra Paulette. La graphic designer olandese Leanne Wijnsma scava gallerie brevi e poco profonde come forma d'arte e per divertimento. Ne aveva scavati tredici nel 2015, di cui tre a festival culturali.

### Come passatempo
Alcune persone hanno scavato tunnel per hobby o per divertimento, anche se alcuni hanno fornito ulteriori ragioni per questa attività. Seymour Cray, ad esempio, ha affermato che il lavoro di scavo lo ha aiutato a pensare ad altri problemi e Harrison Dyar considerava lo scavo come una forma di esercizio.
Alcuni hobbisti hanno iniziato a costruire qualcosa di utile, ma hanno continuato a scavare dopo il completamento. Questo è stato il caso di William Lyttle, che iniziò scavando una cantina per i vini, e Michael Altmann, che scavò una cantina refrigerata per un caffè. Uno svizzero contemporaneo di Altmann, di nome Peter Junker, scavò nel suo giardino, alla ricerca di acqua, ma continuò a scavare dopo averne trovata, scavando un tunnel lungo 220 metri
Altri sostengono di aver scavato per uno scopo particolare, sebbene il loro sforzo di scavo sembri sproporzionato rispetto allo scopo dichiarato. Il biografo di Dyar, Marc Epstein, pensa che siano principalmente gli estranei a voler dare uno scopo agli scavi. Sul tunneling di Dyar per motivi di esercizio, dice che "è quasi insondabile, la quantità di energia che ci vorrebbe" e che "non ha comunque senso".
L'autore Will Hunt pensa che il tunneling esteso sia almeno in parte un'ossessione. Lo psichiatra Anton Tölk ritiene che lo scavo di tunnel possa essere interpretato come un desiderio di tornare alla sicurezza del grembo materno, e che come attività permetta la soddisfazione contemplativa.

## Casi notevoli

### Harrison Dyar

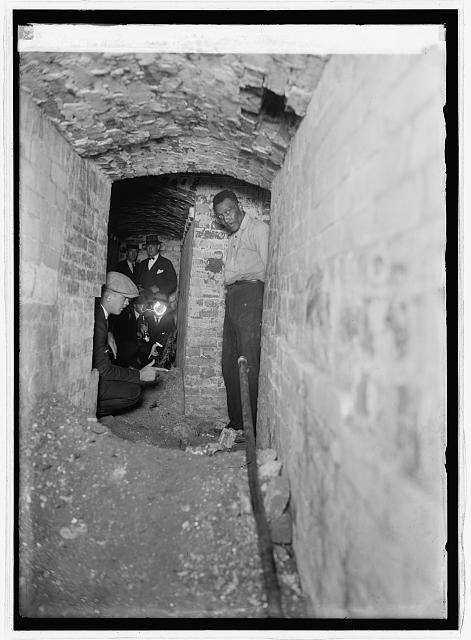
Esplorazione del primo tunnel scoperto accidentalmente da Dyar

L'entomologo americano Harrison Gray Dyar Jr. costruì in due occasioni una rete di tunnel, con una lunghezza complessiva di 400 metri. La sua prima rete, sotto la sua casa a Washington, DC, fu scoperta accidentalmente durante i lavori di costruzione nel 1917, senza attirare molta attenzione. Fu riscoperto nel 1924, quando un camion affondò nel marciapiede vicino. Il sistema di tunnel ha portato a speculazioni sulla stampa, anche perché molti giornali tedeschi degli anni di guerra 1917 e 1918 sono stati trovati nei tunnel. Dopo pochi giorni Dyar si fece avanti come costruttore dei tunnel, affermando di averli scavati tra il 1906 e il 1916, quando si trasferì in California.
Tornato a Washington qualche anno dopo, Dyar ha scavato una seconda serie di tunnel sotto la sua nuova casa. La rete aveva pareti rivestite in cemento, scale in acciaio e illuminazione elettrica. Dyar ha descritto il proprio hobby come una specie di sport o esercizio fisico, dicendo che "alcuni uomini giocano a golf, io scavo tunnel".

### Seymour Cray
L'ingegnere americano e architetto di supercomputer Seymour Cray è noto per essere stato un tunneler per hobby. Cray ha costruito, sotto casa sua, un tunnel di 2.4m per 1.2m, pavimentato in cedro. Cray sostiene che lo scavo lo abbia aiutato a pensare alla progettazione di computer. "Mentre sto scavando nel tunnel, gli elfi vengono spesso da me con le soluzioni al mio problema", ha detto.

### Lyova Arakelyan
L'armeno Lyova (o Levon) Arakelyan ha scavato una cantina sotto la sua casa in campagna nel 1985. Una volta completata, continuò a scavare e vi lavorò per circa 23 anni, costruendo un vasto complesso di gallerie, stanze e scale che si estendeva per 21 metri in profondità nella roccia. Arakelyan ha dichiarato di aver ricevuto indicazioni per il suo lavoro in sogni e visioni. Gli spazi sotterranei sono stati trasformati in un museo, chiamato 'Sotterraneo Divino', dopo la sua morte nel 2008. Arakelyan non ha mai guadagnato soldi dai suoi tunnel in vita e il museo fornisce parte del sostentamento della sua famiglia.

### William Lyttle

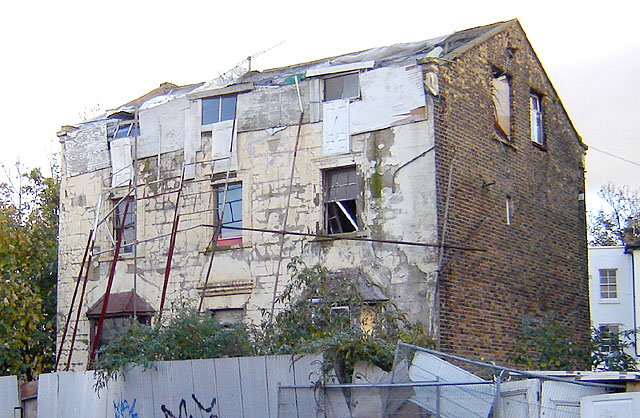
La casa di William Lyttle nel 2005

A metà degli anni Sessanta, l'ingegnere civile britannico William Lyttle scavò una cantina sotto la sua proprietà di Hackney. Fatto ciò, disse di aver "averci preso gusto" e di aver continuato a scavare, per circa quarant'anni. Alla fine, diverse gallerie su più livelli conducevano in tutte le direzioni, sotto la proprietà e il terreno circostante, alcune delle quali lunghe fino a 18,2 metri. Dopo i reclami dei vicini, un'interruzione di corrente elettrica e una dolina nel marciapiede, il comune di Hackney ha fatto eseguire un'indagine che ha rivelato l'entità dei tunnel. Lyttle è stato sfrattato e i tunnel sono stati riempiti di cemento.

### William Schmidt

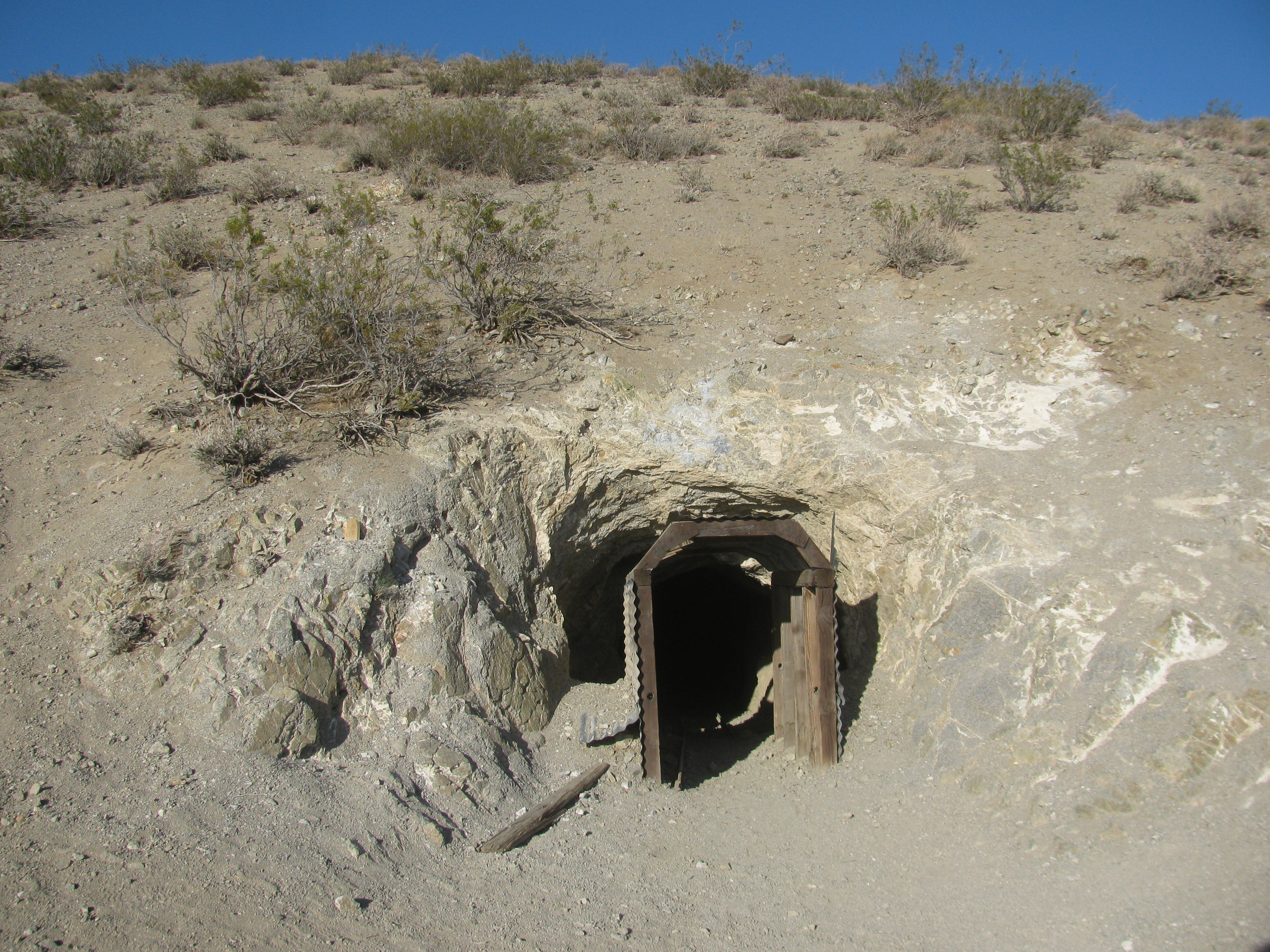
Ingresso al Tunnel Burro Schmidt

William "Burro" Schmidt era un minatore statunitense che ha trascorso 32 anni a scavare un tunnel lungo 636 metri (2 087 ft) attraverso il solido granito. Ha affermato di voler costruire una scorciatoia dalla sua miniera alla fonderia. Schmidt, però, continuò il proprio lavoro anche dopo la costruzione di una nuova strada, che rendeva obsoleta la scorciatoia. Ha usato semplici attrezzi manuali e occasionalmente esplosivi per scavare la galleria, portando i detriti in una carriola o sul dorso dei suoi due asini. Schmidt si manteneva lavorando come bracciante agricolo in estate. Schmidt non ha mai venduto minerali preziosi che potrebbero essere stati ritrovati durante lo scavo, facendo pensare, quindi, che non ne abbia mai trovati. Schmidt lo scavatore aveva preso il sopravvento su Schmidt il minatore, secondo un successivo custode del Burro Schmidt Tunnel. Quando il tunnel fu completato, Schmidt vendette la sua concessione a un altro minatore, fece le valigie e se ne andò.

### Michael Altmann
Tra il 1958 e il 2008 l'austriaco Michael Altmann ha scavato due gallerie dalla lunghezza complessiva di 180 metri. All'inizio voleva una cantina refrigerata per un caffè che voleva aprire, ma al termine dei lavori non riuscì a ottenere il permesso. Nel 1965 rilevò un altro bar, ma continuò a scavare per hobby. Altmann avrebbe utilizzato principalmente un piccone per scavare e occasionalmente esplosivi, dopo aver superato un esame sulla manipolazione degli esplosivi presso i vigili del fuoco. Ha scavato un secondo tunnel diramatosi dal primo, utilizzando una perforatrice per tunnel da lui stesso progettata e costruita. Nel 1962 installò porte d'acciaio sul sistema del tunnel e aggiunse un deposito di viveri di emergenza, con l'intenzione di renderlo utilizzabile come bunker antiatomico.
Nel 2008 Altmann ha raggiunto un blocco di granito e, vista la sua età, ha rinunciato a scavare gallerie.

### Baldassarre Forestiere

Un tunnel che immette in un patio nel complesso di Forestiere

La cucina dei Giardini Sotterranei Forestiere

Nel 1904 l'immigrato siciliano Baldassare Forestiere acquistò una proprietà di 32 acri (13 ha) a Fresno con l'idea di darsi all'orticoltura. Il terreno duro, tuttavia, non era adatto per gli alberi da frutto che intendeva piantare. Mentre lavorava altrove, Forestiere ha scavato un labirinto di spazi sotterranei e sotterranei per sfuggire alla calura estiva della Valle di San Joaquin. Ha aperto i soffitti per far entrare la luce e sotto ha piantato gli alberi da frutto che voleva in primo luogo. Il complesso è composto da camere da letto, spazi abitativi, patii, un laghetto per i pesci e corridoi. Dopo la sua morte nel 1946 parte del terreno fu svenduto e alcuni tunnel riempiti, ma attualmente circa 8 acri (3,2 ha) sono stati salvati. È conosciuto come il Forestiere Underground Gardens ed è iscritto nel Registro Nazionale dei Luoghi Storici.

### Glen Haven
Glen Havens di San Diego, negli Stati Uniti, ha costruito un labirinto di tunnel e caverne sotto casa sua. Havens iniziò nel 1949, allargando la sua buca per il barbecue, ma finì per scavare circa 200 metri di gallerie e locali sotterranei. Havens ha chiesto l'aiuto di suo figlio e di altri bambini del quartiere, a cui dava delle mancette per il loro lavoro. Il complesso sotterraneo era abbastanza grande da ospitare il ricevimento di nozze di sua figlia nel 1960, con la partecipazione di circa 200 ospiti. Havens ha ignorato i regolamenti edilizi e non ha mai ottenuto alcun permesso. Le autorità locali hanno raccomandato alle persone di non entrare, ma non hanno preso ulteriori provvedimenti. Un ristorante locale della zona ha reso omaggio a Havens nominandosi The Haven Pizzeria. 

### John Bentinck, quinto duca di Portland

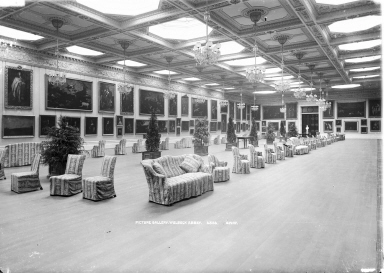
Sala da ballo sotterranea di Bentinck, galleria fotografica successiva

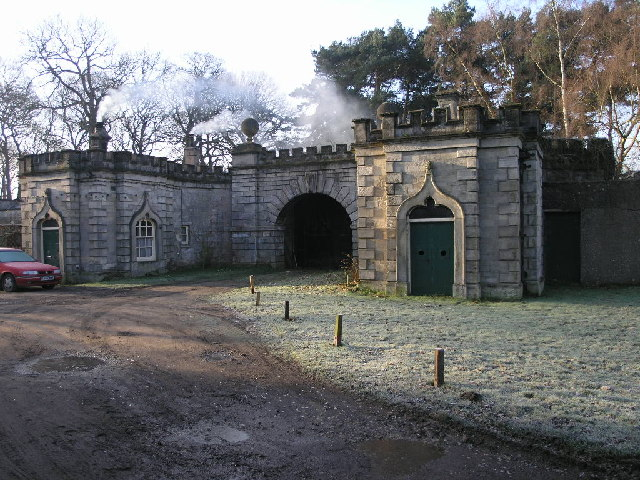
Un ingresso nel tunnel che il V duca di Portland aveva costruito tra il maniero e il lato opposto del lago Shrubbery

Il quinto duca di Portland è noto per essere stato uno scavatore di tunnel per hobby, anche se non ha scavato da solo, ma ha assunto degli operati che scavassero per lui. Una vasta rete di spazi sotterranei fu costruita nella sua tenuta dell'abbazia di Welbeck nel XIX secolo, con una lunghezza totale di circa 24km.. Il complesso comprendeva corridoi, una sala da ballo, una sala da biliardo, una biblioteca e una galleria lunga 900 metri dal palazzo al maneggio, abbastanza larga da permettere a più persone di entrarvi fianco a fianco. Alcuni degli spazi erano illuminati da pozzi di luce e di notte da illuminazione a gas. La maggior parte degli spazi conosciuti come "sotterranei" sono, più correttamente, "sottoterra", costruiti con una tecnica di taglio e copertura.
Pochi dei tunnel e delle stanze sono stati mai utilizzati per lo scopo previsto. Verso la fine della sua vita, il Duca visse da recluso e pochissime persone ebbero modo di vederlo. Gli spazi destinati agli incontri sociali, come la sala da ballo, non sono mai stati utilizzati. Ma il Duca usava spesso i tunnel che gli permettevano di muoversi per la sua proprietà quasi senza essere visto.

### Altri
Il minatore costaricano Manuel Barrantes ha costruito una casa familiare sotterranea, composta da corridoi, camere da letto, sale conferenze e un bagno. Il complesso, per un totale di 186 metri quadri, è adibito a casa e museo.
A Butler, in Pennsylvania, negli Stati Uniti Ron Heist ha creato un'abitazione di 50 stanze realizzata con materiali recuperati da luoghi abbandonati nelle vicinanze. Comprende diversi tunnel che Heist ha scavato e si è rinforzato. Su di lui è stato girato un film documentario, intitolato Mole Man (l'Uomo Talpa).
Nel 1984 il russo Leonid Murlyanchik aveva in programma di scavare una galleria lunga 6km verso la casa della sua amata Ekaterina. Tuttavia, dopo che il figlio di Ekaterina si è opposto alla relazione, ha deciso di costruire una rete metropolitana per la sua città natale, Lebedyan. Per 27 anni Murlyanchik ha dedicato la maggior parte delle sue ore, e del denaro della sua pensione, al progetto. Alla sua morte nel 2011 aveva completato solamente 300 metri di galleria, che è stata successivamente chiusa.
Alla fine del 2003 Fred Dibnah, personaggio televisivo e riparatore di campanili, iniziò a scavare una replica di una miniera di carbone nel giardino sul retro della sua casa. Utilizzando le tradizionali tecniche di affondamento del pozzo e il lavoro degli amici minatori Alf Molyneux e Jimmy Crooks, il pozzo è stato affondato a una profondità di 20 piedi (6,1 m) e rivestito di mattoni. Il lavoro era stato intrapreso senza autorizzazioni e, quando le autorità locali lo hanno scoperto, hanno preteso che ottenesse tutti i permessi. Dibnah è morto nel 2004.
Nel 2015 un tunnel di 10 metri (33 ft) è stato scoperto in un parco di Toronto . Dopo alcuni giorni di speculazioni sui media, tra cui l'uso come nascondiglio per terroristi, il giovane operaio edile Elton McDonald si è fatto avanti come suo costruttore. Alla domanda sullo scopo dei suoi scavi, ha risposto "Onestamente, l'ho amato così tanto. Non so perché l'ho amato".
Personalità e inventore di YouTube, Colin Furze ha costruito un bunker sotterraneo e un sistema di tunnel sotto la sua casa e officina a Stamford, nel Lincolnshire, inizialmente nel 2015 come parte di una promozione per la serie You, Me and the Apocalypse della rete Sky. Il processo di costruzione è dettagliato in una serie di video YouTube in più parti che ha ricevuto milioni di visualizzazioni.

## Copertura stampa
Nei media sono apparse diverse leggende metropolitane o persino bufale che coinvolgono tunnel privati. Una di queste storie parla di un irlandese che ha scavato un tunnel dalla sua camera da letto al pub locale, senza che sua moglie se ne accorgesse. In una versione della storia, che ha fatto il giro almeno tra il 2014 e il 2018, si dice che l'irlandese abbia usato un cucchiaio per scavare.
Quando a Calgary è stato scoperto un tunnel nel 2016, un giornale locale ha pubblicato un manuale di tunneling fai da te come una storia.
Il romanzo del 1997 The Underground Man è vagamente basato sulla vita e sui tunnel del quinto duca di Portland.